# 報告班長2
《報告班長2》，是一部中華民國的軍教片，劇情是描述中華民國陸軍空降特戰部隊（空特）訓練的故事。

## 演員
| 角色     | 演員   | 介紹 |
| 柯立群   | 柯俊雄 | 大隊長。 |
| 李鈞     | 庹宗華 | 神龍小組教官，上士班長。 |
| 丘昭亮   | 蘇沅峯 | 上士班長。 |
| 阿諾     | 徐承義 | 涼山特勤教官。 |
| 藍波     | 藍爰虎 | 涼山特勤教官。(陸軍特勤隊副隊長客串演出) |
| 梁玉珅   | 楊慶煌 | 第五班傘訓學員，廣東人，是士官拔階至空特受訓者，被班長派去每天數營區的狗；如果少一條狗，他就倒楣。                                                             |
| 莊人傑   | 李興文 | 第五班傘訓學員，在原單位擔任下士士官，與梁玉珅同為士官拔階至空特受訓。因喜歡逞強，無法擺脫在原單位當班長的架子，因此引起李鈞對他特別注意。                     |
| 林金標   | 吳帆   | 第五班傘訓學員，綽號「文旦」，口頭禪：「拜託！」 |
| 劉德才   | 王有日 | 第五班傘訓學員，有口吃。口頭禪：「那唉安奈？」(閩南語「怎麼會這樣？」之意)                                                                                     |
| 吳茂男   | 施孝榮 | 第五班傘訓學員，原住民，受訓學員，綽號「皮蛋」。野外操課不習慣穿鞋子，據說這樣子才跑得較快。在休假時，與其他弟兄至臺北市華西街，救出被推入火坑（賣淫）的妹妹。 |
| 大廚     | 卓勝利 | 部隊伙房兵，原本台北來來大飯店（今台北喜來登大飯店）的大廚，現煮飯給學員們吃。                                                                                 |
| 廚房班長 | 雄威   | 部隊伙房兵，管理伙房的班長，當兵前曾在三重埔辦桌，愛抽菸。 |
| ？       | 蕭紅梅 | 吳茂男的妹妹。 |
| ？       | 素珠   | 老鴇。 |

## 經典台詞
李鈞：「主傘不開怎麼辦？」

林金標：「報告班長，拉副傘。」

李鈞：「副傘不開怎麼辦？」

林金標：「（噗嗤…）兩眼開開，準備投胎。」

李鈞：「有山就有水，有水就有魚，風平浪靜，訓練不出好水手，驚濤駭浪，才能創造大英雄………」

林金標：「………」

李鈞：「你笑什麼？笑什麼？」

吳茂男：「報告那個班長，他說有魚大家摸的啦！」

## 拍攝地點
- 陸軍空降訓練中心
- 陸軍特戰訓練中心

## 外部連結
- 台灣電影資料庫
- 開眼電影網上《報告班長2》的資料（繁體中文）
- 香港影庫上《報告班長2》的資料（繁體中文）
- 豆瓣电影上《報告班長2》的資料 （简体中文）
- 时光网上《報告班長2》的資料（简体中文）
- 互联网电影数据库（IMDb）上《報告班長2》的资料（英文）
- YouTube上的